# Хрватска на Европском првенству у атлетици у дворани 2019.
Хрватска је учествовала  на 35. Европском првенству у дворани 2019 који се одржао у Глазгову, Шкотска, од 1. до 3. марта. Ово тринаесто Европско првенство у дворани од 1994. године од када Хрватска учествује самостално под овим именом. Репрезентацију Хрватске представљало је 5 спортиста (2 мушкарца и 3 жене) који су се такмичили у 6 дисциплине (2 мушке и 2 женске).
На овом првенству представници Хрватске нису освојили ниједну медаљу. У табели успешности према броју и пласману такмичара који су учествовали у финалним такмичењима (првих 8 такмичара) Хрватска је са 1 учесником у финалу заузела 34. место са 2 бода.
| Пл. | Земља    | 1. место | 2. место | 3. место | 4. место | 5. место | 6. место | 7. место | 8. место | Бр. фин.-Бод. |
| --- | -------- | -------- | -------- | -------- | -------- | -------- | -------- | -------- | -------- | ------------- |
| 34. | Хрватска | –        | –        | –        | –        | –        | –        | 1 - 2    | –        | 1 - 2         |

## Учесници
| Мушкарци: - Звонимир Ивашковић — 60 м - Иван Хорват — Скок мотком | Жене: - Андреа Иванчевић — 60 м препоне - Ивана Лончарек — 60 м препоне - Ана Шимић — Скок увис |  |

## Резултати

### Мушкарци
| Атлетичар          | Дисциплина  | Лични рекорд | Квалификације   | Квалификације   | Полуфинале           | Полуфинале           | Финале               | Финале               | Детаљи |
| Атлетичар          | Дисциплина  | Лични рекорд | Резултат        | Место           | Резултат             | Место                | Резултат             | Место                | Детаљи |
| ------------------ | ----------- | ------------ | --------------- | --------------- | -------------------- | -------------------- | -------------------- | -------------------- | ------ |
| Звонимир Ивашковић | 60 м        | 6,67         | Дисквалификован | Дисквалификован | Није се квалификовао | Није се квалификовао | Није се квалификовао | Није се квалификовао |        |
| Иван Хорват        | Скок мотком | 5,76 НР      | 5,35            | 12.             |                      |                      | Није се квалификовао | 12 / 14              |        |

### Жене
| Атлетичаркa      | Дисциплина   | Лични рекорд | Квалификације | Квалификације | Полуфинале | Полуфинале | Финале                | Финале  | Детаљи |
| Атлетичаркa      | Дисциплина   | Лични рекорд | Резултат      | Место         | Резултат   | Место      | Резултат              | Место   | Детаљи |
| ---------------- | ------------ | ------------ | ------------- | ------------- | ---------- | ---------- | --------------------- | ------- | ------ |
| Андреа Иванчевић | 60 м препоне | 7,91 НР      | 8,10 КВ       | 3. у гр. 2    | 8,07 кв    | 5. у гр. 1 | 8,14                  | 7 / 28  |        |
| Ивана Лончарек   | 60 м препоне | 8,06         | 8,12 кв       | 5. у гр. 3    | 8,27       | 6. у гр. 1 | Нису се квалификовале | 16 / 28 |        |
| Ана Шимић        | Скок увис    | 1,95         | 1,85          | 8. у гр. Б    |            |            | Нису се квалификовале | 18 / 26 |        |